# Шабене (замок)
Шабене (фр. Château de Chabenet) — средневековый замок расположенный к северу от одноимённой деревни в коммуне Ле-Пон-Кретьен-Шабене, в департаменте Эндр, в регионе Центр — Долина Луары, Франция. Признан историческим памятником. В настоящее время замок является респектабельным отелем.

## История

### Ранний период

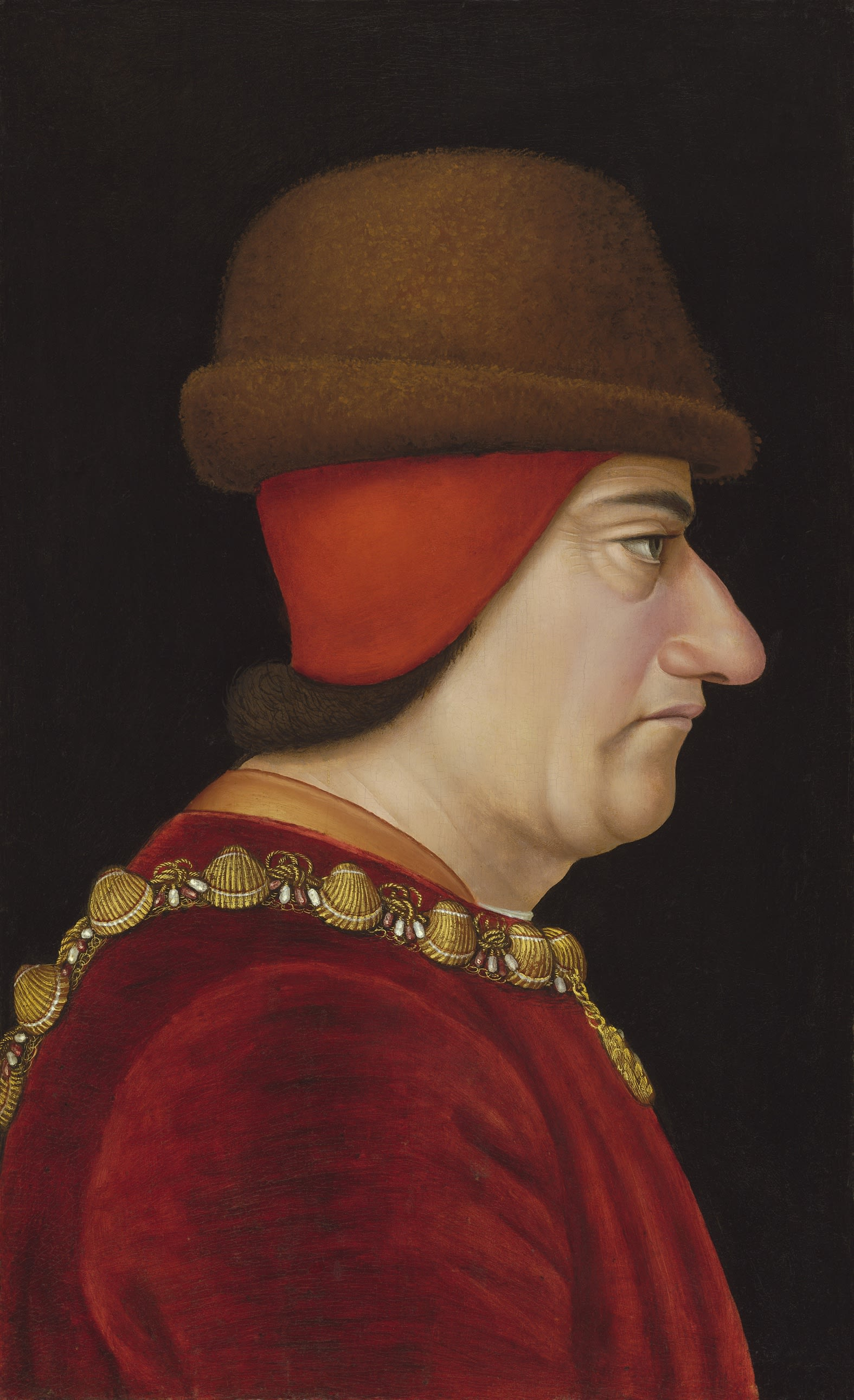
Король Людовик XI

Замок был построен при власти и с разрешения Людовика XI аристократом по имени Жослен дю Буа. Этот дворянин был сеньором Монморийона. Он решил возвести загородную резиденцию на левом берегу реки Крёз. Строительство было завершено в 1471 году.
В 1544 году внук Жослена, Жан дю Буа, известный под прозвищем «Рыжий», похитил дочь прокурора королевских дел в Пуатье. За этот поступок Жана приговорили к смертной казни. Пытаясь спастись он укрылся во владениях Обера де Монжоана. Тот, воспользовавшись ситуацией, приобрёл замок у незадачливого похитителя в личную собственность.
Во время Религиозных войн комплекс контролировал протестантскому дому Пьера-Бюфьера. Здесь укрывались противники католиков из Прунге и Тенду. Замок Шабене и окружающие его земли оставались собственностью протестантов с 1585 по 1735 год.

### XVII-XVIII века

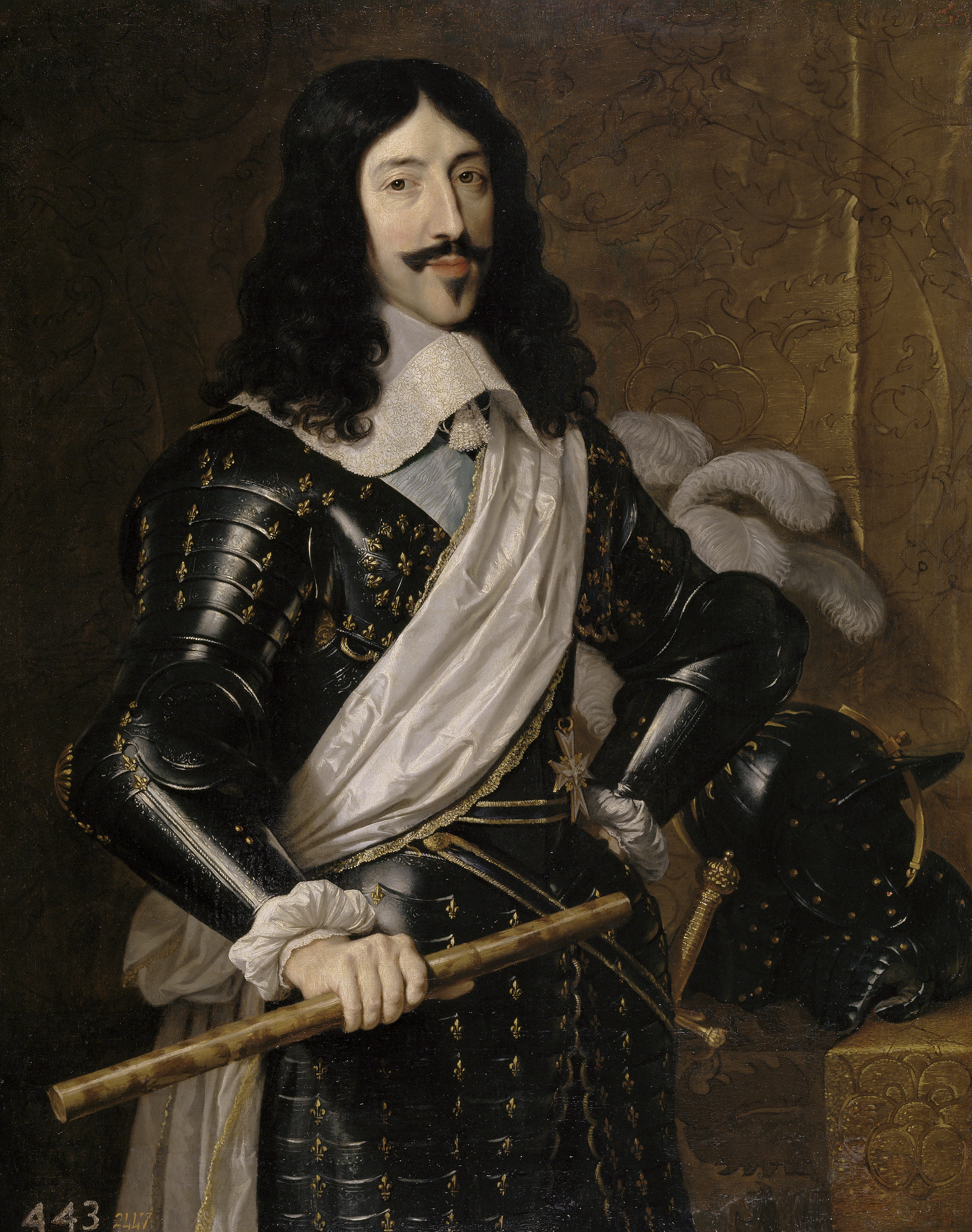
Король Людовик XIII

В 1632 году в замке побывал король Людовик XIII. Всего через три года по приказу могущественного кардинала Армана Ришельё укрепления замка были частично демонтированы. Фактический правитель Франции не хотел, чтобы Шабене смог служить надёжной твердыней гугенотам.
В XVIII веке замок утратил своё значение как крепость. Рвы засыпали, а вокруг разбили парк.
Во время Великой французской революции новые власти пытались выставить замок на продажу как пустующая собственность эмигрантов-предателей. Причём владельцы комплекса, Луи Винсент де Пуа и его жена Мари Шарлотта, в реальности были заключены в тюрьму. В замке проживала Мария-Луиза-Марта де Пьер Буффьер, сестра Марии Шарлотты. Но она должна доказать свое присутствие в Шабене, получив особый сертификат проживания от мэра Кот-Франш (имя, данное Сен-Марселю во время революции). Эта женщина жила в замке до 1794 года, сохранив его тем самым для своей семьи.

### XIX век
В 1802 году (10 Вандемьера XII года) поместье Марии-Луизы-Марты де Пьер Буффьер было разделено между её сестрами: Катрин Шарлоттой, женой Гийо д'Аньера, и Марией Шарлоттой, женой Винсента Франсуа де Пуа (этот брак был заключён в Шабене 26 января 1769 года). В результате договрённостей замок перешёл во владение д'Аньера. 20 июня 1809 года замок приобрёл Томас-Луи-Бенжамен, граф Пуа. Этот аристократ был женат на Жозефине д'Андинье де ла Шасс.
1 марта 1814 года Томас-Луи-Бенжамен де Пуа умер от злокачественной лихорадки. Причём он заразился ею, ухаживая за испанскими пленными в своём замке. Графа похоронили в Сен-Лактенсене. А 9 ноября того же года супруга почившего родила сына, названного Луи-Тома-Бенжамин.

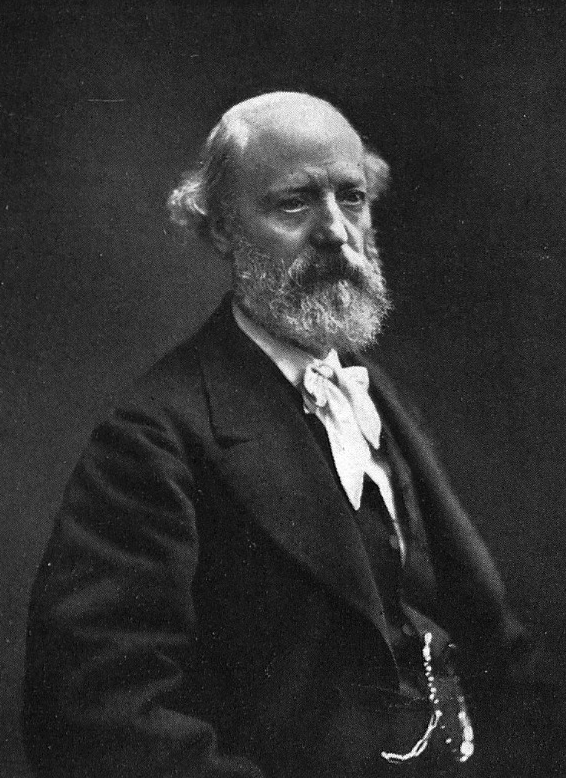
Архитектор и реставраторЭжен Виолле-ле-Дюк

Только в 1845 году Луи-Тома-Бенжамин, граф Пуа, официально смог вступить в права насоедования. В 1850 году по совету знаменитого архитектора Эжена Виолле-ле-Дюка он решил провести реконструкцию родовой резиденции. Граф оказался способным предпринимателем. Луи-Тома-Бенжамин был членом фабричного совета Сен-Марселя и мэром города, а также директором и крупным акционером железнодорожной компании Париж-Орлеан. Соответственно, он имел средства на тщательную реставрацию Шабене. Замок поcле всех работ стал выглядеть в точности так же, как и на момент возникновения в XV веке.
В 1878 году граф Пуа скончался. Он был убеждённым холостяком, ни разу не вступил в брак и, соответственно, не имел детей. Свой замок и все оркужающие земли Луи-Тома-Бенжамии завещал своей племяннице Жозефине де Буазе, дочери Марии-Луизы-Леонтины де Пуа и графа Станисласа де Буасе де Курсене. К тому времени общая площадь имения достигала 2077 га и распространялась на территории сразу четырёх коммун: Сен-Марсель, Шасней, Тенду и Аржантон. Кроме пашен, садов и пастбищ на этих территориях, помимо комплекса Шабене, находились замки Прунге и Ла Рошероль, а также многочисленные фермы.
Значительную часть территорий занимали леса, которые частично сохранлись до XXI века. В основном они покрывали большую часть горные склоны долины Бузанны. Причём в лесах обитади волки, досаждавшие местным крестьянам.

### XX век
4 июля 1924 года умерла графиня Жозефина де Буазе, которая являлась единоличной собственницей замка. Она не выходила замуж и не имела детей. Своими наследниками эта женщина объявила в завещании маркиза де Николаи и его сестру маркизу д'Армайе, которых официально усыновила. Саму графиню похоронили на кладбище Тенду.
На момент смены собственников поместье со всеми постройками оценивалось в 12 миллионов франков (что примерно соответствует 19 миллионам евро в ценах 2012 года). Новые хозяева хотели сэкономить на налогах, которые было необходимо заплатить при вступлении в наследство, и задекларировали лишь 5 364 000 франков. Это событие спровоцировало скандал.
А в феврале 1926 года на новых собственников подали в суд. Инициаторами процесса стали потомки дядьёв умершей графини, маркизы и графы Буазе де Курсене. Им показались подозрительными обстоятельства усыновления. Оно произошло всего лишь за несколько недель до смерти Жозефина де Буазе. Причём на тот момент ей было 84 года, а усыновлённым брату и сестре, 62 года и 60 лет. Правда, суд не нашёл ничего предосудительного в решении графини. В иске было отказано.
В 1927 году замок было зарегистрирован как исторический памятник Франции.
Вскоре началась распродажа имения по частям. Церковь Пон-Кретьен и пресвитерий, принадлежавшие маркизе де Николаи, были проданы её наследниками коммуне Пон-Кретьен-Шабене за символическую сумму. Остальные активы распродали различным покупателям уже по рыночным ценам.
Замок Шабене в 1940 году приобрёл парижанин Леклерк. Он разбогател, торгуя  мясом и занимаясь поставками продовольствия по госконтрактам. Но вскоре новым собственником стал Луи Виллем, промышленник из Нантера.
Во время Второй мировой войны в замке Шебене были спрятаны некоторые произведения искусства из Лувра (в частности, коллекции герцога Аркура) и некоторые экспонаты из Руанского музея изящных искусств. 
После войны замок стал собственностью предпринимателя по фамилии Биллон. Этот человек разбогател, занимаясь производством искусственной ткани и изделий их металла, а также авиаперевозками. Он использовал Шабене как личную резиденцию почти 20 лет.
К концу 1980-х годов замок, в котором давно не проводилось ремонта, серьёзно обветшал. Вскоре резиденцию приобрёл парижский бизнесменом Филипп Марек (на тот момент он был генеральным директором компании Formalangues). Новый собственник выделил внушительную сумму на реконструкцию. Замок был тщательно отреставрирован. По воле владельца Щабене превратили в дорогой отель. Причём по замыслу инвестора это должна была быть не просто гостиница, а центр изучения французского языка, культуры и истории Франции, в который должны были приезжать иностранные бизнесмены. Финансовый кризис 1991 года не позволил реализовать проект целиком.
В середине 1990-х интерес к покупке замка проявлял знаменитый поп-исполнитель Майкл Джексон. Он несколько раз посещал резиденцию, но сделка так и не состоялась.
В настоящий момент Шабене принадлежит швейцарской группе Hapimag, которая одновременно является управляющей компанией отеля. В замке можно проводить свадьбы, семинары, юбилейные торжества или камерные концерты. Среди прочего, рядом с комплексом оборудован открытый плавательный бассейн.

## Описание комплекса

### Замок
В 1471 году после завершения строительства замок представлял собой не только дворцовую резиденцию, но сложное фортификационное сооружение. Всего было возведено 14 башен. Внутри имелись мастерские, склады и тюрьма. Главный вход располагался с южной стороны и охранялся двумя внушительными круглыми башнями. Попасть в комплекс можно было только по подъёмному мосту.

### Замковый парк
К северу от замка частично сохранился парк. Он открыт для посещения в любое время года. На специально оборудованных террасах возможно проведение концерты под открытым небом.

## Галерея

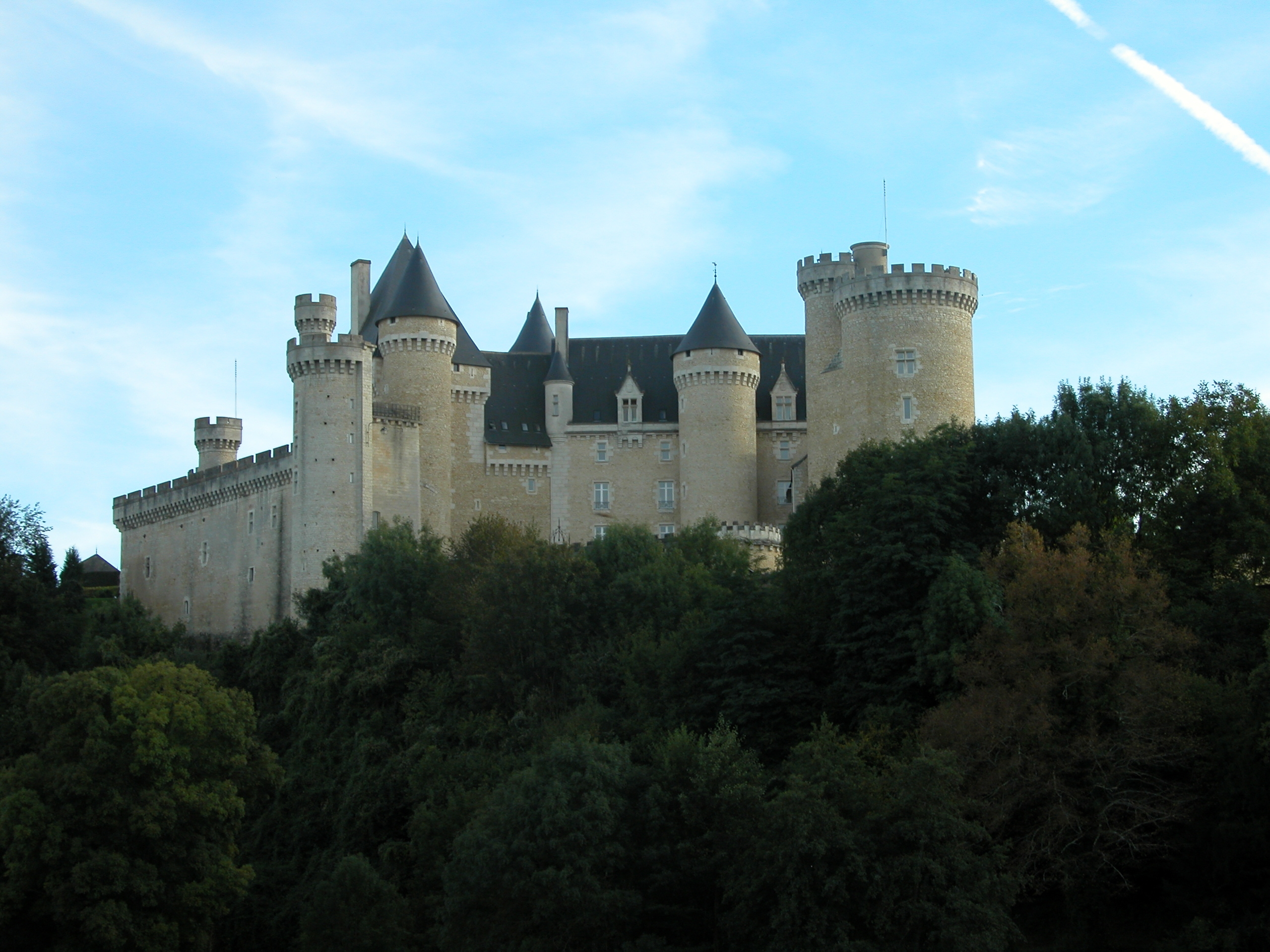
Вид замка с северной стороны
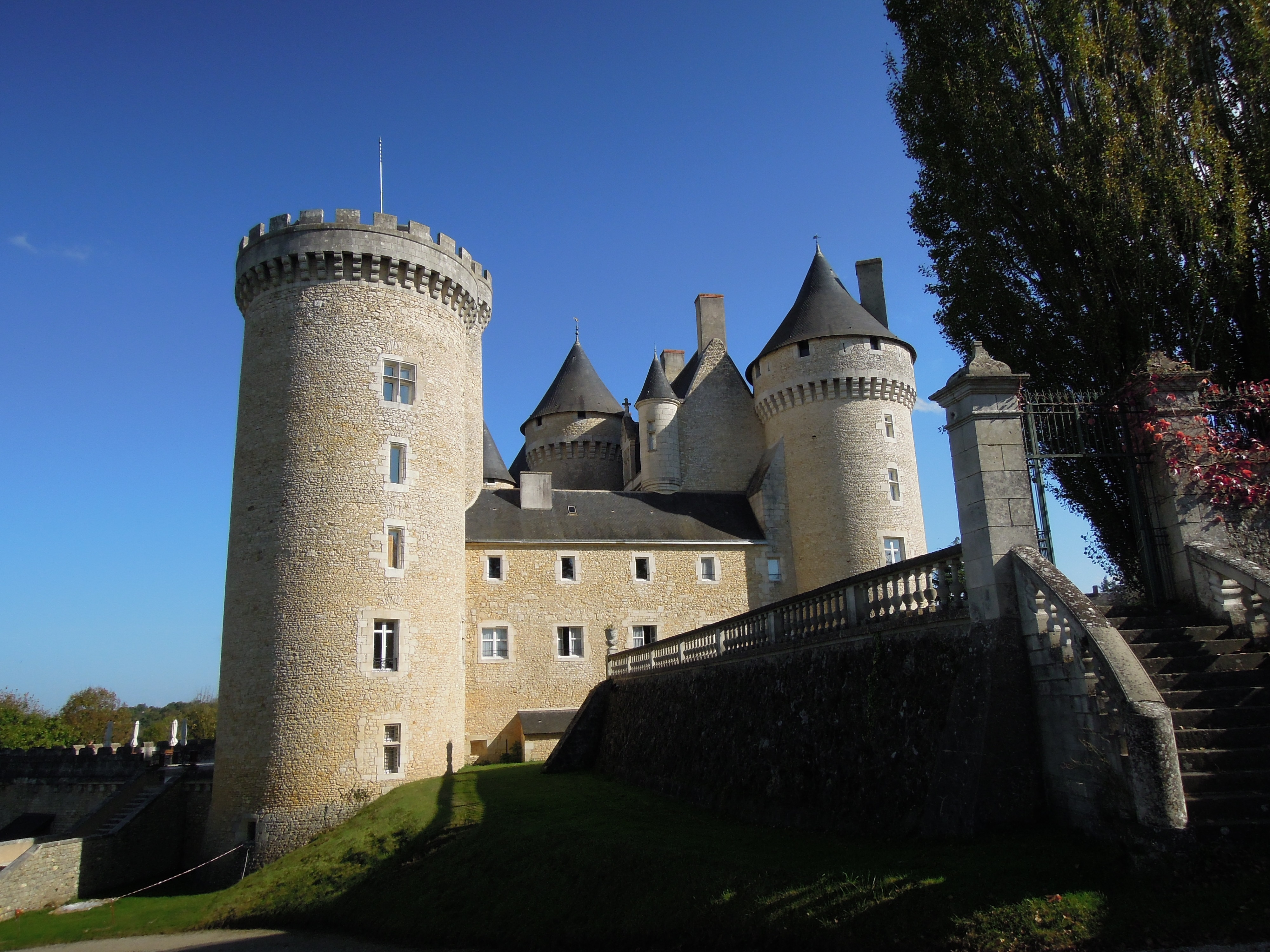
Вид замка с северной стороны
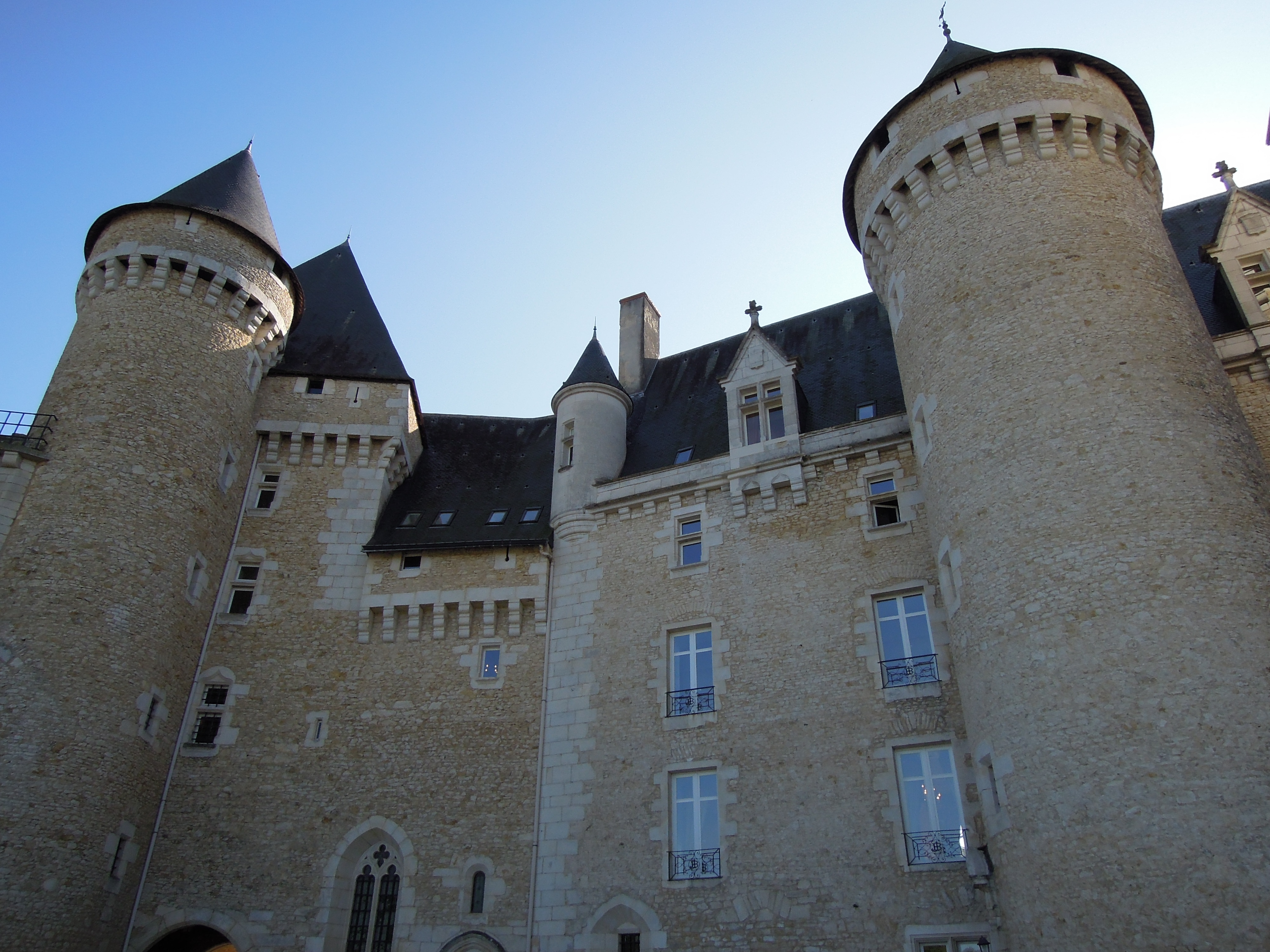
Фасады замка
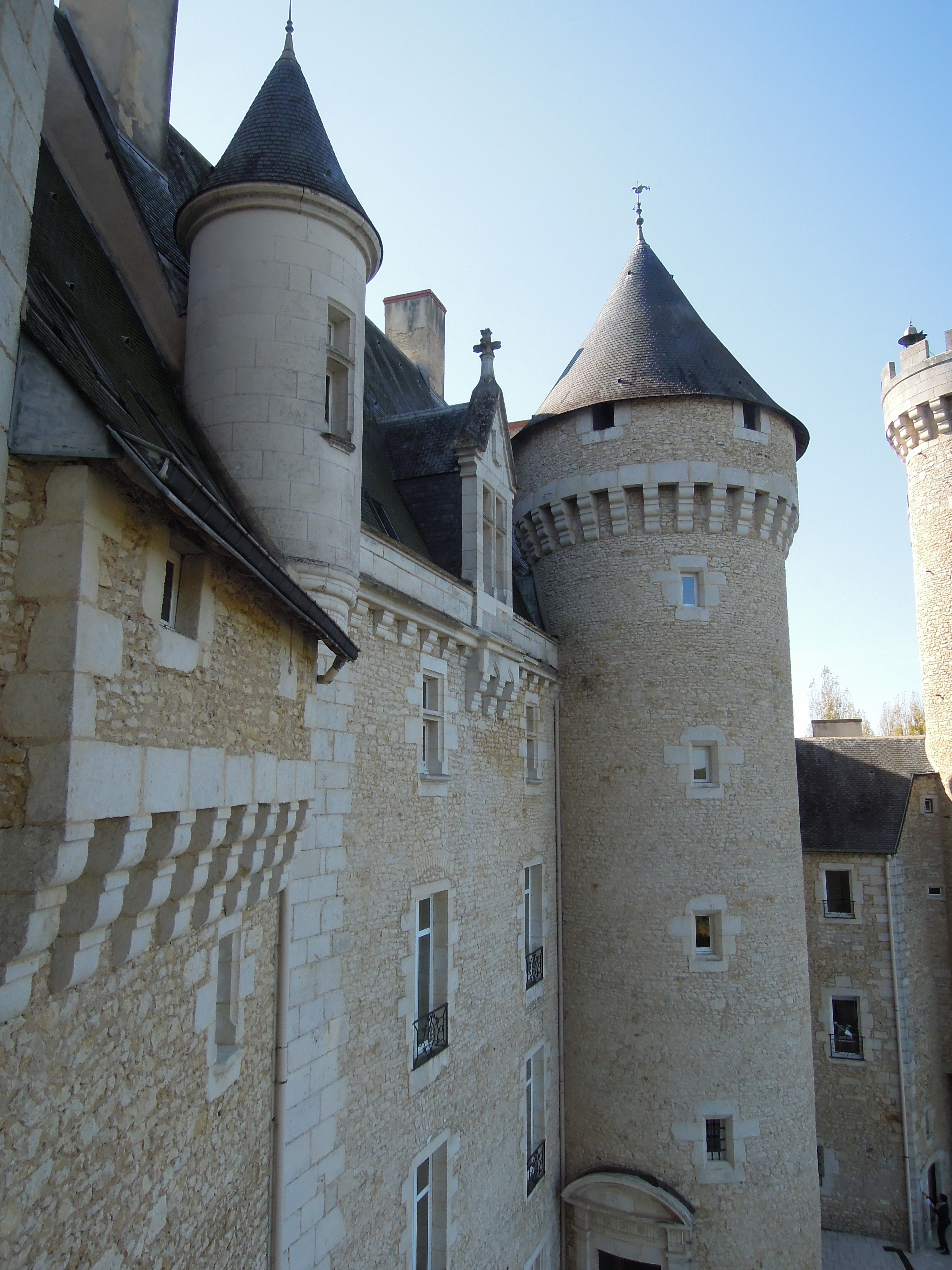
Фасады замка
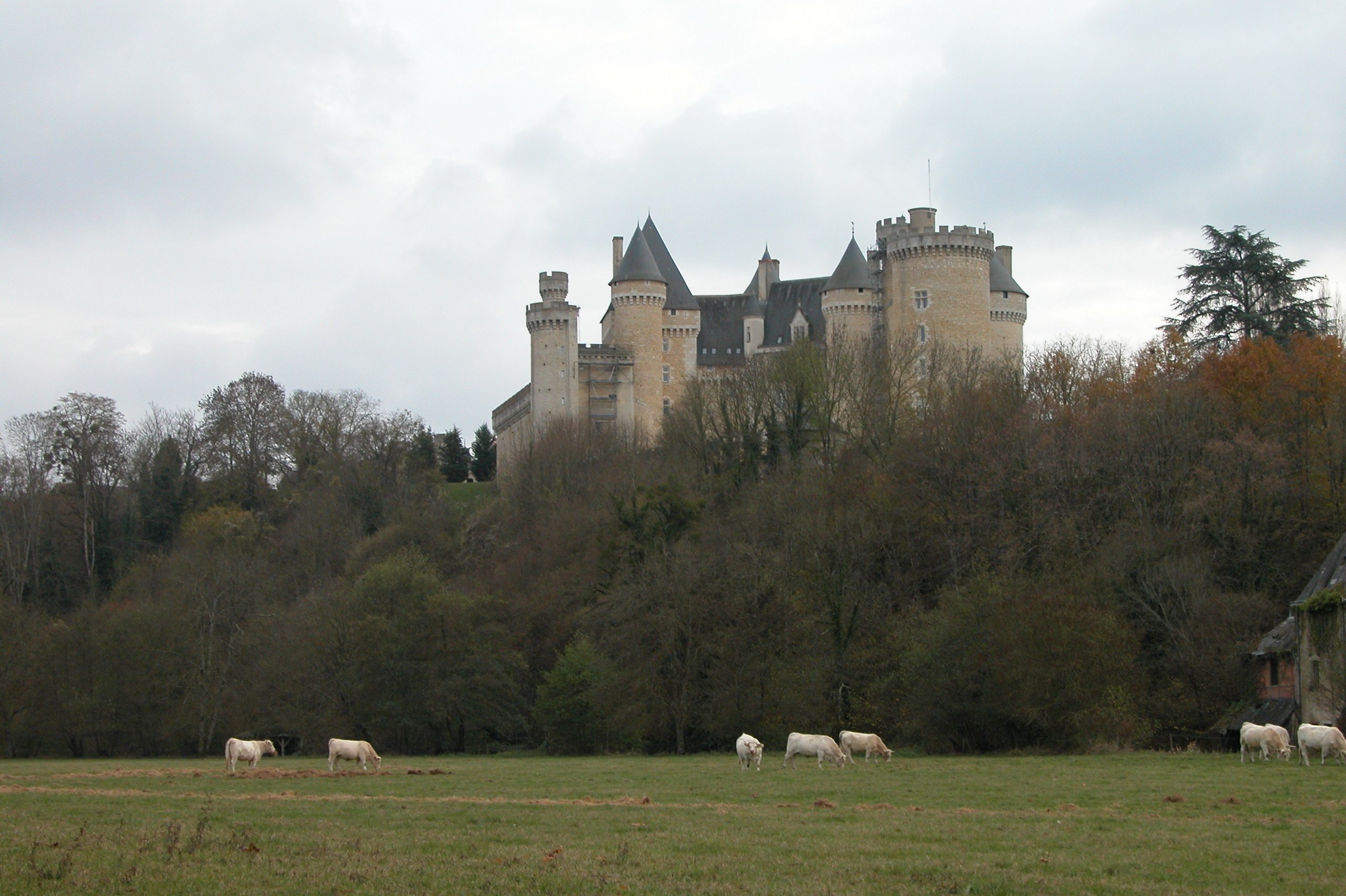
Вид замка со стороны пастбища